# Polyplectropus fijianus
Polyplectropus fijianus är en nattsländeart som beskrevs av Banks 1936. Polyplectropus fijianus ingår i släktet Polyplectropus och familjen fångstnätnattsländor. Inga underarter finns listade i Catalogue of Life.